# Conflito fraternal

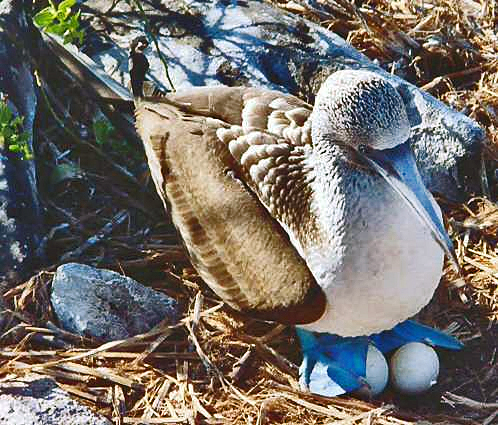
Patola-de-pés-azuis aninhando múltiplos ovos. Se mais de um ovo choca, os filhotes podem ter que competir entre si pela comida e atenção dos pais.

Os animais competem por recursos como comida, território e potenciais parceiros sexuais. Essa competição pode ocorrer entre irmãos e é denominada conflito fraternal.
Até os anos 60 e 70, acreditava-se que as interações familiares eram harmoniosas, no qual os pais maximizariam o número de prole sobrevivente . Contudo essa concepção logo caiu por terra com o aparecimento das teorias da seleção de parentesco (kin selection theory) e do conflito entre pais e filhos (parent-offspring conflict). Logo se percebeu que membros familiares poderiam ter interesses conflitantes no que se refere a alocação de recursos parentais e que esses conflitos poderiam ser particularmente violentos entre irmãos, potencialmente resultando em fraticídio.
A limitação de recursos causa três formas de conflito entre membros familiares: irmãos competem entre si no compartilhamento de recursos (conflito fraternal), prole compete com os pais com relação a quanto os pais deveriam investir no suprimento de recursos (competição pais e filhos), e em espécies com cuidado biparental, há o conflito entre pai e mãe sobre a quantidade de esforço que cada parte deveria empregar (conflito parental).
O confronto fraternal pode assumir duas formas de interação social dependente de recursos parentais: fratricídio (competição letal) e competição não letal.

## Definição e função do comportamento
O confronto fraternal (ou conflito fraternal) se refere ao conflito entre irmãos sobre acesso a recursos limitados. Esse conflito surge a partir da demanda da prole por mais recursos do que os pais estão dispostos a providenciar. Assim, a seleção natural pode favorecer comportamentos que permitem a um ninhego conseguir mais recursos, mesmo que esse comportamento reduza o valor adaptativo (fitness) de um irmão. A competição fraternal não parece se alinhar com a teoria da seleção de parentesco, que prevê a possível evolução de comportamentos altruísticos se os benefícios da aptidão inclusiva superam os custos. Teoricamente, ajudar indivíduos aparentados permitiria a difusão de seus próprios genes. Porém, algumas espécies apresentarão conflito fraternal se os custos do valor adaptativo superarem os benefícios de se ajudar irmãos.

## Fratricídio (competição letal)

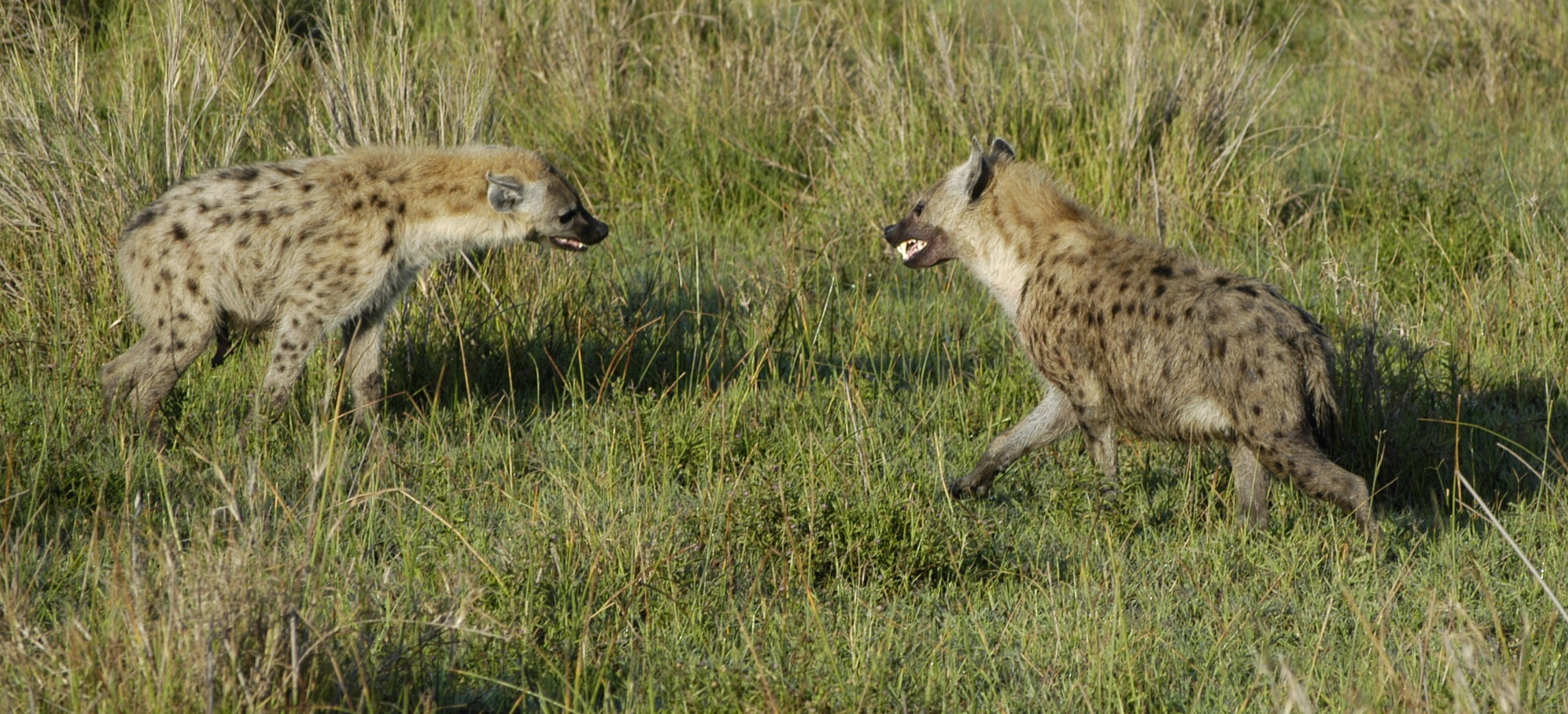
Hienas-malhadas interagindo agressivamente. O fratricídio nessa espécie é facultativo, e é causado quando a competição aumenta devido a recursos limitados.

O fratricídio é uma agressão ou monopolização de recursos por alguns indivíduos que resultam na morte de irmãos. É uma consequência do conflito fraternal e ocorre devido a diferentes fatores, como reduzida disponibilidade de comida e cuidado parental limitado. Diferentemente de outros mecanismos como suicídio, no fratricídio a seleção favorece a redução da ninhada como uma adaptação da prole e não somente dos adultos.
Interações agressivas entre irmãos com armas físicas e químicas são comuns em uma variedade de vertebrados, invertebrados e espécies de plantas. Em espécies de aves que apresentam esse comportamento, o fratricídio é acometido pelo irmão de maior tamanho. Em garças vaqueiras, o fratricídio é causado pela redução da comida disponível, e o juvenil agressivo que comete fratricídio se beneficia da morte dos irmãos já que ocorre o aumento da disponibilidade de alimento a eles.
Na hiena-malhada (Crocuta crocuta) e diversas espécies de canídeos, intensa agressão entre irmãos começa logo após o nascimento e continua alguns dias depois. O fraticídio tem a função de manter a hierarquia entre parceiros, e nem sempre resulta na morte de irmãos. Contudo, em períodos de intensa competição alimentar, a agressão pode evoluir para fraticídio. A agressão em hienas-malhadas demonstra como fraticídio facultativo pode ser causado por fatores ambientais.

## Competição não letal

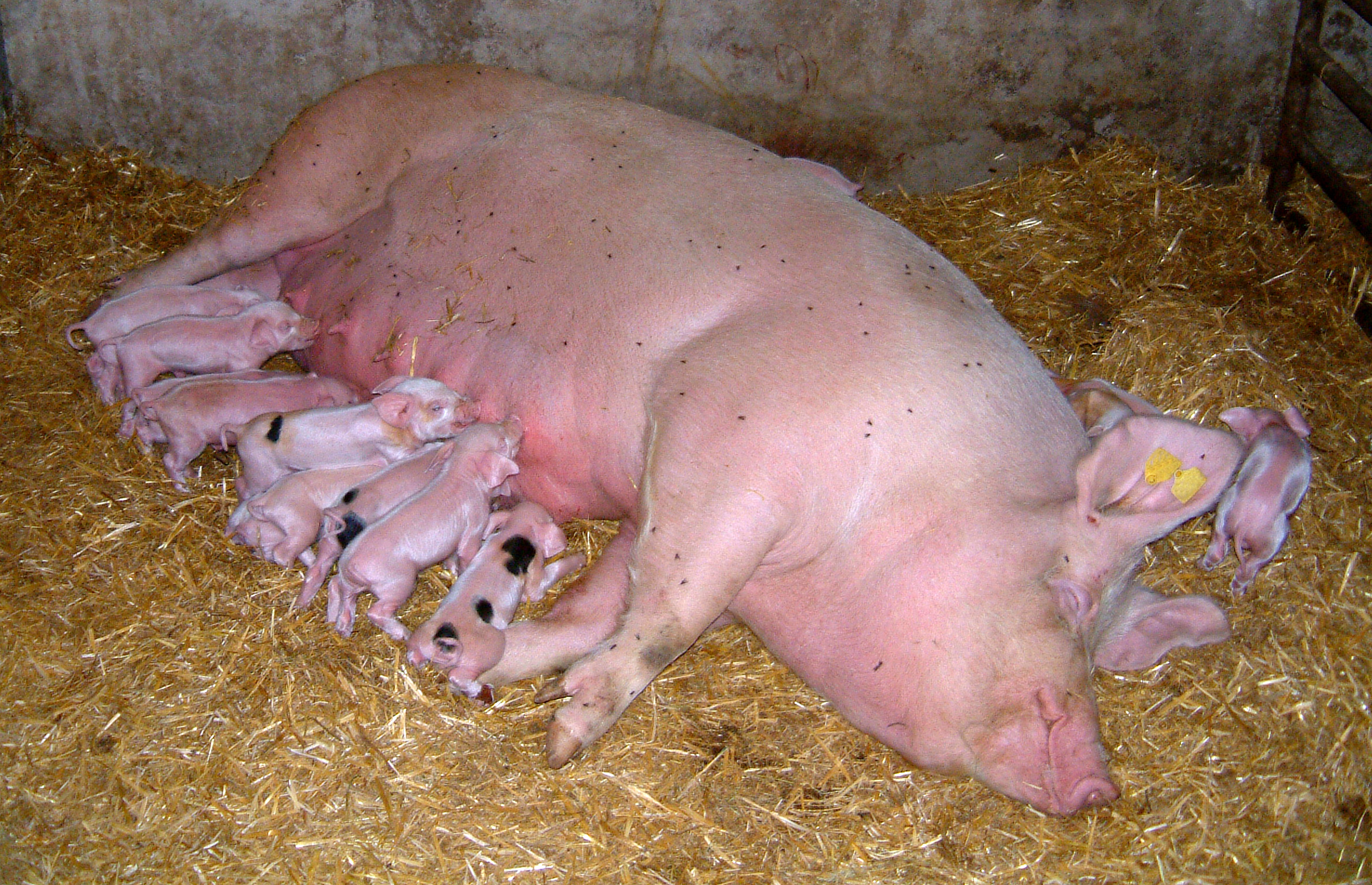
Porcos em amamentação geralmente demonstram forte competição pelo acesso às mamas da mãe a partir do conflito fraternal armado.

Nem todas as formas de rivalidade entre irmãos em animais envolvem agressão ou morte do irmão. Essa não é uma forma extremamente agressiva de conflito; contudo, ainda resulta em reduzido valor adaptativo do irmão. Nessa forma de competição, a distribuição de comida entre irmãos é diretamente relacionada a uma hierarquia dominante estrita baseada no tamanho ou no apelo de juvenis.

## Condições que promovem a competição fraternal
Uma questão importante é entender quais fatores ecológicos e traços da história de vida que determinam os níveis e modo da competição entre irmãos através das espécies. No estudo de Gonzales-Voyer et al. (2007), três características da história de vida estão associadas a competição agressiva: tamanho da ninhada (agressão mais intensa em ninhadas menores), local de deposição de comida pelos pais (quando os pais depositam no chão do ninho, a competição é mais agressiva) e duração do cuidado parental (mais agressivos quando o cuidado parental é longo).